# Інверсійний слід
Інверсі́йний (конденсаці́йний) слід — слід, який залишає по собі літальний апарат на великій висоті.
Інверсійний слід є туманом, сконденсованим, в основному, з атмосферної вологи, а також (меншою мірою) з вологи вихлопних газів літального апарата. 
Продуктами згоряння рідкого палива, в основному, є пари води та вуглекислий газ. Води, у вигляді пару, виділяється приблизно 1,1 кг. з одного літра згорілого в турбіні гасу. Швидко охолоджуючись цей пар і створює інверсний слід.

## Фізика явища
Свою назву феномен одержав від явища властивого верхнім шарам атмосфери —  інверсії відносно точки роси. У верхніх шарах атмосфери відсутні пилові частинки, і навіть при досягненні температури нижчої точки роси, атмосферна волога залишається у газоподібному стані. Проліт літального апарата викликає появу великої кількості центрів конденсації, і на них миттєво відбувається конденсація наявної вологи. Так локально виникає хмара туману. За рахунок цього траєкторія стає видимою.
Центрами конденсації є:
- частинки, викинуті з камери згоряння двигуна літального апарата;
- мікротурбулентні вихори.

## Галерея

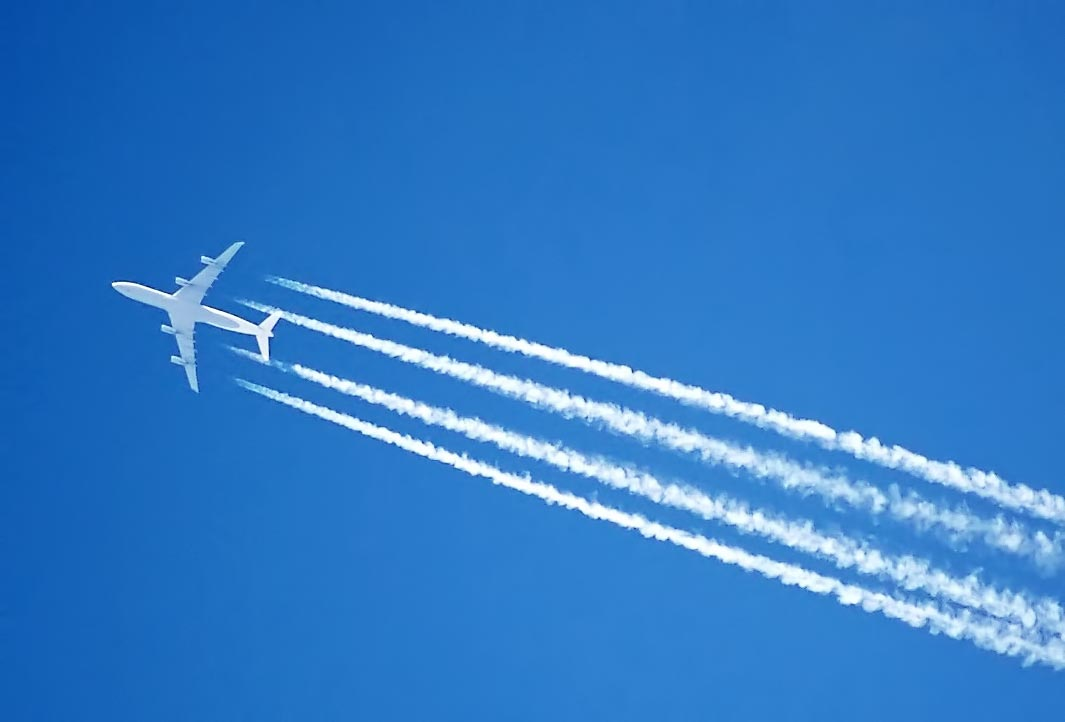
Конденсаційний слід від літака з чотирма двигунами
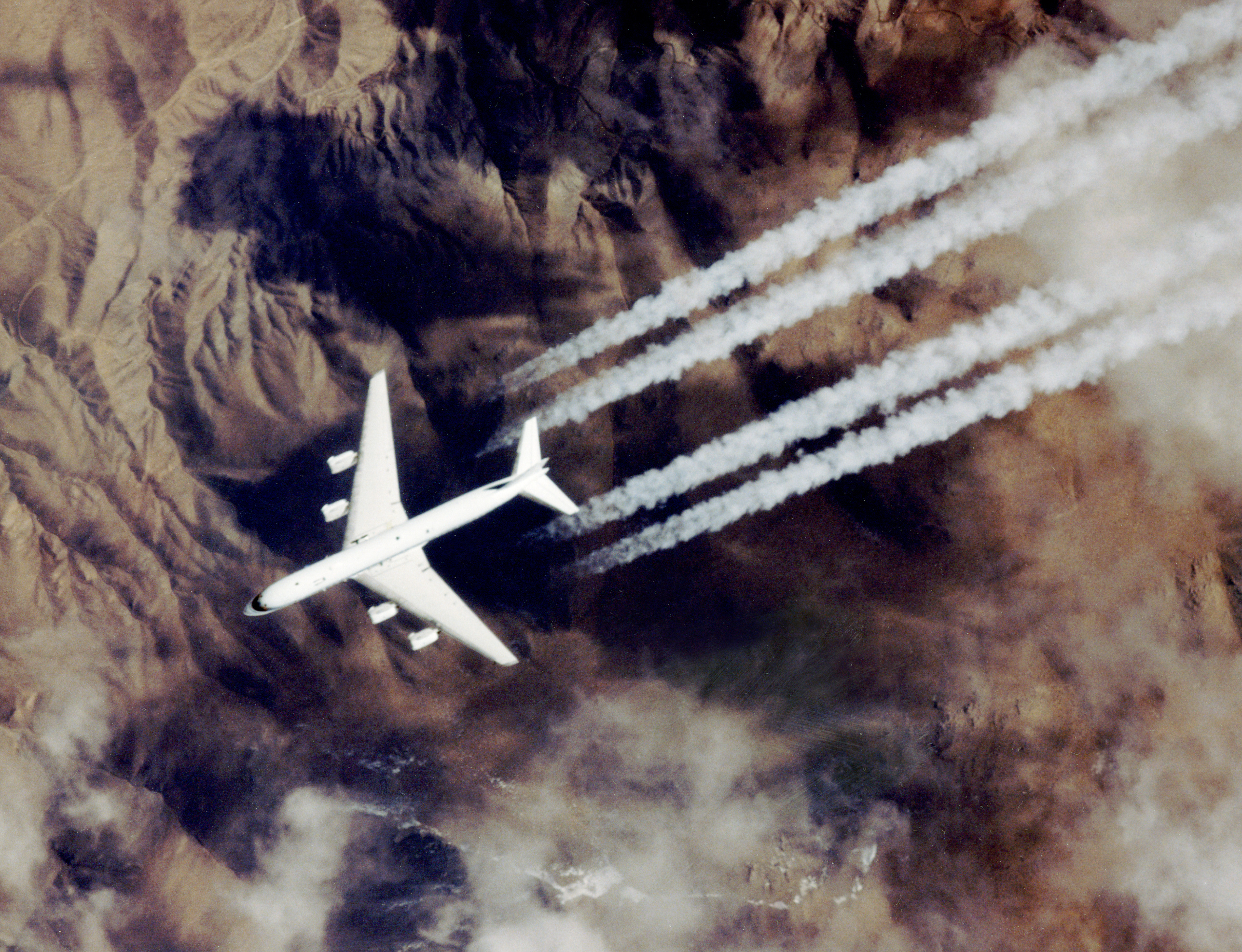
Інверсійний слід двигунів літака DC-8
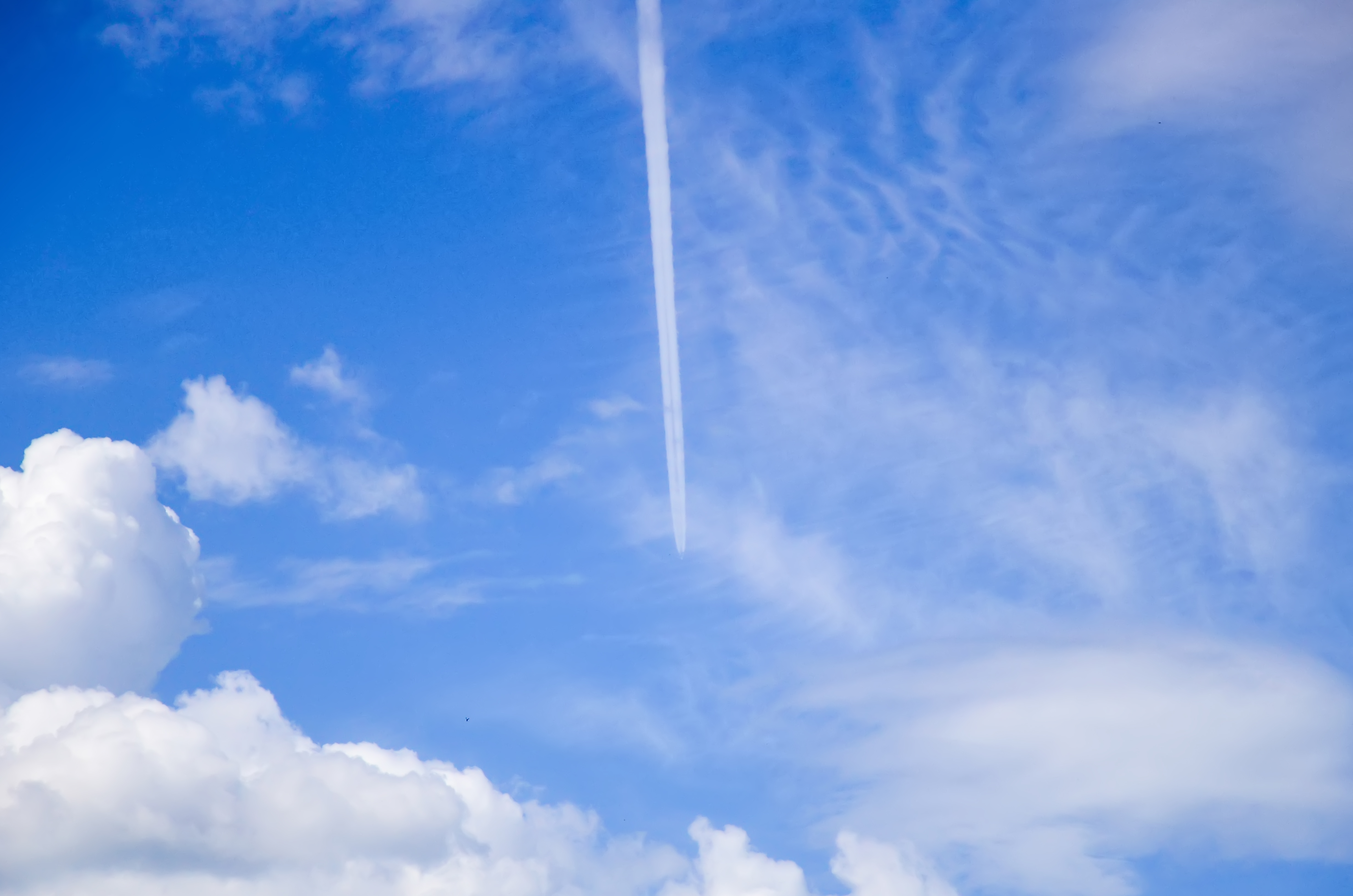
Конденсаційний слід